# کلیسای متحد مسیح در ژاپن

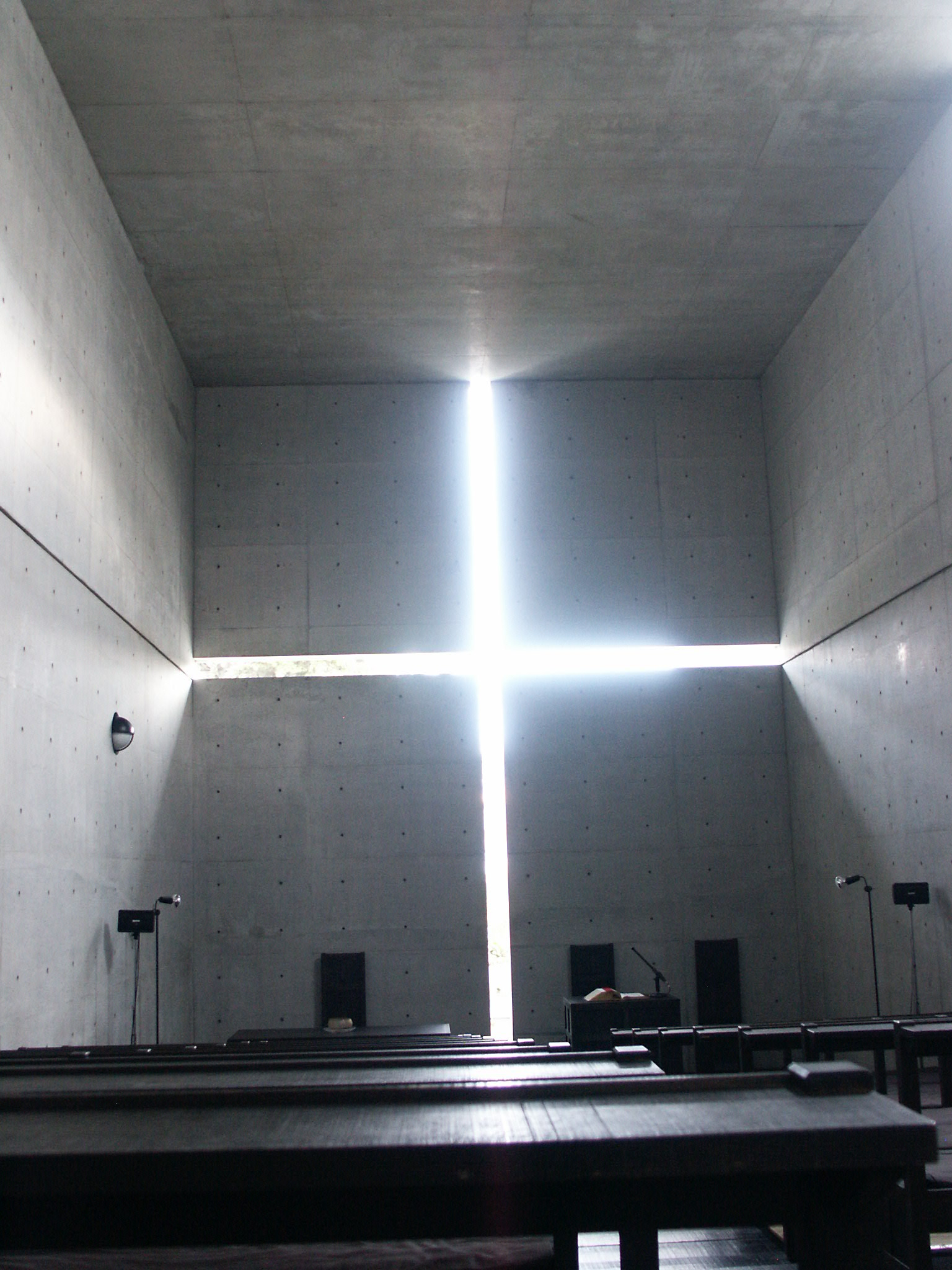
تصویری از کلیسای متحد مسیح در ژاپن

کلیسای متحد مسیح در ژاپن (ژاپنی: 日本キリスト教団) این اتحادیه از سی و سه فرقه پروتستان مختلف است که به زور توسط دولت زمان جنگ ژاپن در ۲۴ ژوئن ۱۹۴۱ ادغام شد. بزرگترین فرقه پروتستانتیسم در ژاپن است. در حال حاضر، این کلیسا حدود ۲۰۰۰۰۰ عضو و ۱۷۲۵ جماعت دارد که توسط ۲٬۱۸۹ کشیش خدمت می‌کنند.